# Dagmar Damková

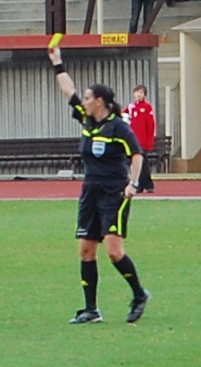
Dagmar Damková (2011)

Dagmar Damková (* 29. Dezember 1974 in Pilsen) ist eine ehemalige tschechische Fußballschiedsrichterin und Sprachlehrerin.

## Leben und Karriere
Dagmar Damková begann im Alter von 14 Jahren Fußball zu spielen. Im Alter von 21 Jahren beschloss sie Schiedsrichterin zu werden. Sie ist die erste Frau, die Spiele in tschechischen Fußball-Wettbewerben für Männer leitete. Im Oktober 2003 leitete sie als erste Frau ein Meisterschaftsspiel in der Gambrinus Liga, der höchsten Spielklasse in Tschechien. Es handelte sich um das Spiel zwischen Slovan Liberec und SK Dynamo České Budějovice, das im Stadion u Nisy in Liberec stattfand. 2006 leitete sie das Finale des tschechischen Fußballpokals der Männer zwischen Sparta Prag und Banik Ostrau sowie das Finalrückspiel im UEFA Women’s Cup zwischen dem 1. FFC Frankfurt und dem 1. FFC Turbine Potsdam.
Bei den Olympischen Spielen 2004 in Athen und 2008 in Peking leitete Damková Spiele beim internationalen Turnier der Frauen, darunter das Finale 2008 zwischen den USA und Brasilien. Im August 2007 wurde sie als Schiedsrichterin bei der Fußball-Weltmeisterschaft der Frauen in der Volksrepublik China eingesetzt. Sie leitete das Halbfinale zwischen der norwegischen und der deutschen Nationalmannschaft. 2009 wurde sie für die Fußball-Europameisterschaft der Frauen desselben Jahres in Finnland einberufen und für das Endspiel zwischen England und Deutschland berufen.
Am 26. Mai 2011 leiteten Dagmar Damková, Lucie Ratajová und Adriana Šecová das Finale der Women’s Champions League 2010/11 zwischen Olympique Lyon und dem 1. FFC Turbine Potsdam (2:0).
Nach der Fußball-Weltmeisterschaft der Frauen 2011 in Deutschland hat Damková ihre aktive Laufbahn als Schiedsrichterin beendet und wurde anschließend das erste weibliche Mitglied der UEFA-Schiedsrichterkommission.